# Добролюбов, Василий Иванович
Васи́лий Ива́нович Добролю́бов (1831, Нижний Новгород — 1880, Киев) — российский банкир, финансист. Автор книги «Банковская бухгалтерия» (1864). Организатор и первый руководитель Каменец-Подольского отделения Государственного банка Российской империи (1865—1879). Дядя русского литературного критика и публициста Николая Добролюбова.

## Биография
Василий Иванович Добролюбов родился 1831 году в многодетной семье священника. Имел не меньше чем восемь братьев и сестёр, среди них был и Александр — отец русского литературного критика и публициста Николая Добролюбова. Василий был моложе брата Александра на 19 лет и всего на 5 лет старше его сына Николая.
В отличие от отца и брата Александра Василий Добролюбов священником не стал. Он работал мелким чиновником в Нижнем Новгороде. Там женился на Елене Ефимовна Лебедевой. Её брат Митрофан был в Нижнем Новгороде одним из ближайших друзей Николая Добролюбова.
В августе 1858 умерла жена Василия Ивановича. В январе 1859 года он переехал в Санкт-Петербург, где поселился у своего племянника — Николая Добролюбова. Вероятно, при содействии Николая Некрасова Василий Добролюбов устроился на службу контроллером Государственного банка России. Одновременно он много помогал в делах своему племяннику.
В 1864 году коллежского асессора Василия Добролюбова направили в Каменец-Подольский, где он должен создать и возглавить отделение Государственного банка России. Из служащих бывших кредитных учреждений Добролюбов сформировал штат отделения.
В Ушицком уезде Подольской губернии Добролюбов приобрёл имение. В 1878 году Василий Иванович тяжело заболел. Большую часть времени он проводил в имении, выезжая оттуда только на лечение. 6 февраля 1879 он передал руководство банком на весь срок своей болезни своему заместителю — Николаю Васильевичу Чудинскому.
В 1880 году Василий Иванович Добролюбов умер в психиатрической больнице в Киеве, не дожив и до 50 лет. Как отмечает исследователь развития банковского дела в Каменце-Подольском Игорь Данилов, Василию Ивановичу за 14 лет работы во главе отделения «удалось заложить прочные основы, сплотить коллектив и, собственно, благодаря этому дальнейшая работа отделения была стабильной и успешной».

## Труды
Работая в Санкт-Петербурге контролером Государственного банка России, Василий Добролюбов 1864 году издал книгу «Банковая бухгалтерия. Полное руководство к изучению операций и счетоводства во всех существующих в России банковых учреждениях»).
В предисловии автор объяснил, что побудило его написать и издать данное руководство:

Изменение кредитной системы и последовавшее вслед затем, в 1860 году, учреждение Государственного банка и его контор, дало толчок развитию в России частного кредита и устройству, повсеместно, разных кредитных обществ, как-то городских общественных банков, городских кредитных обществ и С-Пб общества взаимного кредита. Разнообразие банковых операций, их новизна, с одновременным открытием всех банковых учреждений во многих и различных пунктах империи, вызвали потребность в людях, которые были бы основательно знакомы с банковыми операциями и с банковым счетоводством. В таких людях оказался у нас недостаток: не было таких учреждений и не было людей, теперь появились учреждения, появилась и потребность в них. Посвятив себя счетному делу, основательным изучением банковых операций и счетоводства по ним, и видя настоятельную надобность в печатном руководстве, для полного специального знакомства с банковыми операциями и со счетовдством по ним, я приступил к составлению такого руководства.

На книгу сочувственной рецензией в журнале «Современник» (№ 5 за 1865 год) откликнулся литератор Леонтий Розанов. Как отметил кандидат экономических наук Владимир Маздоров, книга Добролюбова «имела большой успех, а рекомендации автора широко применялись в счетоводствах как Государственного банка, так и частных кредитных учреждений».